# イグナシオ・フェルナンデス (サッカー選手)
イグナシオ・マルティン・フェルナンデス（スペイン語: Ignacio Martín Fernández、スペイン語発音: [iɣˈna.sjo feɾˈnandes]、1990年1月12日 - ）は、アルゼンチンのサッカー選手。アルゼンチン代表。ポジションはMF。

## クラブ歴
クラブ・デ・ヒムナシア・イ・エスグリマ・ラ・プラタの下部組織に2003年に加入し、2010年にトップチームに昇格した。2011年から2012年にかけてCAテンペルレイに期限付き移籍した。
2016年にCAリーベル・プレートに移籍した。
2021年2月20日、アトレチコ・ミネイロに3年契約で移籍した。

## 代表歴
2017年6月13日に行われたシンガポール代表との親善試合でアルゼンチン代表として初出場を飾った。